# Zakopower
Zakopower ist eine im Jahre 2005 gegründete polnische Folkband.

## Bandgeschichte
Die Band, zu der insgesamt sieben Mitglieder gehören, entstand infolge der Initiative des Geigers Sebastian Karpiel-Bułecka, der eine Reihe einschlägig bekannter Musiker aus der Folkszene der Tatra zusammentrommelte, die zuvor schon bei anderen Produktionen mitwirkten, u. a. bei Zbigniew Namysłowski, Vitold Rek, Zbigniew Preisner und nicht zuletzt bei der Folkplatte von Goran Bregović und Kayah. Letztere tritt auch als Managerin der Band auf, die von Mateusz Pospieszalski produziert wird.
Der Name der Band leitet sich von der Stadt Zakopane, dem Zentrum der polnischen Goralen, ab, denen die Musik zahlreiche Impulse verdankt. Die Band ist auch mit einer Cover-Version des ungarischen Stückes Gyöngyhajú lány (Original von Omega, 1969) mit ungarischen Texten aufgetreten.
Die erste CD Music Hal vereint Texte im goralischen Dialekt mit Elementen von Volksliedern und Klubmusik. Im Herbst 2007 erschien die zweite CD Na siedem. Die Musiker selber sehen sich als Teil der breit verstandenen World Music.

## Diskografie

### Alben
| Jahr | Titel                           | Höchstplatzierung, Gesamtwochen, AuszeichnungChartsChartplatzierungen (Jahr, Titel, Platzierungen, Wochen, Auszeichnungen, Anmerkungen) | Anmerkungen                                             |
| Jahr | Titel                           | PL | Anmerkungen                                             |
| ---- | ------------------------------- | --- | ------------------------------------------------------- |
| 2005 | Music Hal                       | PL7 (19 Wo.)PL | Erstveröffentlichung: 16. Mai 2005                      |
| 2007 | Na siedem                       | PL33 Gold · (2 Wo.)PL | Erstveröffentlichung: 20. Oktober 2007 Verkäufe: 15.000 |
| 2009 | Koncertowo                      | PL— GoldPL | Erstveröffentlichung: 17. April 2009 Verkäufe: 15.000   |
| 2011 | Boso                            | PL1 ×3Dreifachplatin · (67 Wo.)PL | Erstveröffentlichung: 30. Mai 2011 Verkäufe: 90.000     |
| 2013 | Kolędowo                        | PL2 (19 Wo.)PL | Erstveröffentlichung: 2013                              |
| 2015 | Drugie Pół                      | PL4 Gold · (19 Wo.)PL | Erstveröffentlichung: 2015 Verkäufe: 15.000             |
| 2017 | Zakopower / Atom String Quartet | PL15 (3 Wo.)PL | Erstveröffentlichung: 2017                              |

### Videoalben
- 2010: Koncertowo (PL: Gold)